# Estollo
Estollo tỉnh và cộng đồng tự trị La Rioja, phía bắc Tây Ban Nha. Đô thị này có diện tích là 16,14 ki-lô-mét vuông, dân số năm 2009 là 96 người với mật độ 5,95 người/km². Đô thị này có cự ly 49 km so với Logroño.